# Ernest Slingeneyer
Ernest Isidore Hubert Slingeneyer (Lochristi, 28 mei 1820 - Brussel, 27 april 1894) was een Belgisch kunstschilder en volksvertegenwoordiger.
Hij was een vertegenwoordiger van het academisme in de romantische schilderkunst.

## Levensloop
Slingeneyer was een zoon van de ontvanger van registratie en domeinen Jean Slingeneyer en van Anne Pauwels. Hij trouwde met Ernestine de Goeswin.
Hij studeerde aan de Kunstacademie van Antwerpen en werd een romantisch historie- en portretschilder. Slingeneyer was leerling van de historie-, genre- en portretschilder Gustaaf Wappers. Later gaf hij les in het Atelier Libre Saint-Luc in Brussel. In 1894 was hij lid van de toelatingscommissie voor de kunsttentoonstelling op de Wereldtentoonstelling van 1894 in Antwerpen.
Hij werd kandidaat voor de Brusselse Partij van Onafhankelijken en werd verkozen voor het arrondissement Brussel, van 1884 tot 1892.
Hij was verder ook:
- lid van de vrijmetselaarsloge Les Vrais Amis de l'Union;
- lid van de klasse van schone kunsten in de Koninklijke Academie voor Wetenschappen, Letteren en Schone Kunsten;
- lid, ondervoorzitter en voorzitter van het directiecomité van de Koninklijke Musea van Brussel;
- corresponderend lid van de Koninklijke Commissie voor Monumenten en Landschappen voor de provincie Brabant.

## Werk
Slingeneyer schilderde vooral historische taferelen, het meest geliefde genre van de 19e eeuw. In 1848 schilderde hij zijn belangrijkste werk De slag van Lepanto. Andere bekende zeer grote werken zijn Le Vengeur, De dood van Nelson en Het heldenfeit van de zeelieden van het Fransche schip le Feu (1795).
Voor de Grote Zaal van het Academiënpaleis in Brussel maakte hij twaalf muurschilderingen over de Belgische geschiedenis:
1. Ambiorix en de Oude Belgen zweren hun land te bevrijden van het Romeinse juk
2. Clovis I belooft het christendom in te voeren tijdens de Slag bij Tolbiac
3. Karel de Grote in de school van Herstal
4. Godfried van Bouillon bezoekt het Heilig Graf na de verovering van Jeruzalem
5. Jacob van Artevelde adviseert de Vlaamse steden neutraal te blijven in de oorlog tussen Frankrijk en Engeland
6. Frans Anneessens voor zijn executie
7. Eedaflegging van koning Leopold I
8. Albrecht en Isabella wonen een geschiedenisles van Justus Lipsius bij
9. Willaert, Clement, Lassus, Gretry en andere musici
10. Filips de Goede bezoekt Jan en Margaretha van Eyck
11. Rubens ontvangen door Van Dyck, Snyders, Jordaens
12. Vesalius op het slagveld als lijfarts van keizer Karel V

## Enkele schilderijen

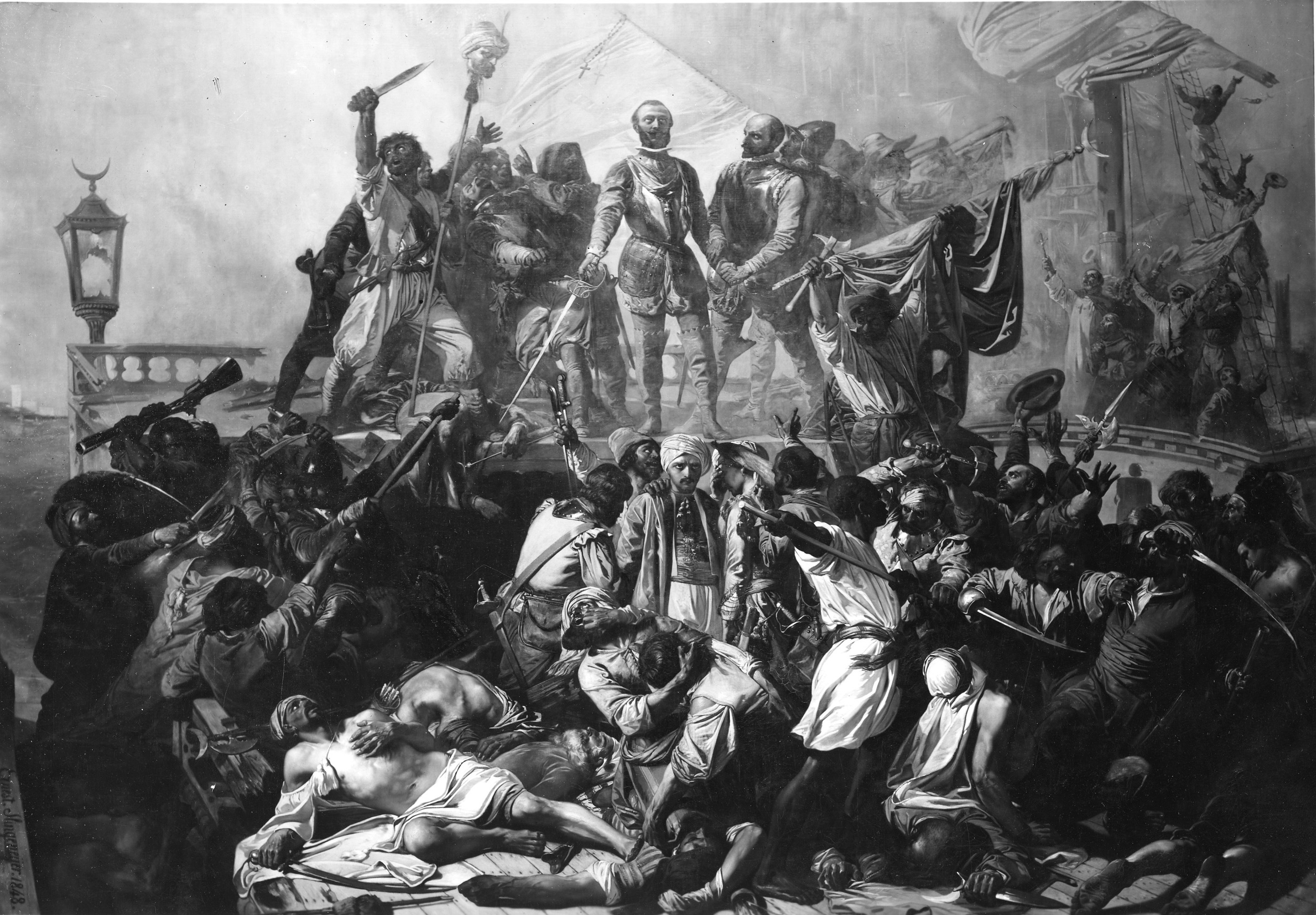
De slag bij Lepanto, 1848, Koninklijke Musea voor Schone Kunsten van België, Brussel
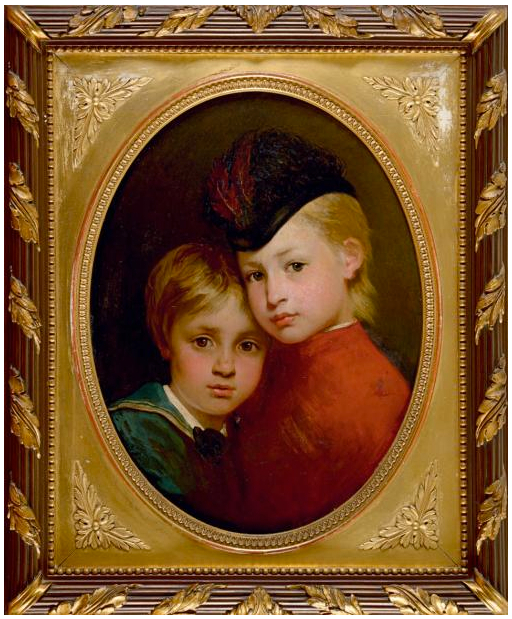
Portret van zijn twee kinderen, ca. 1850
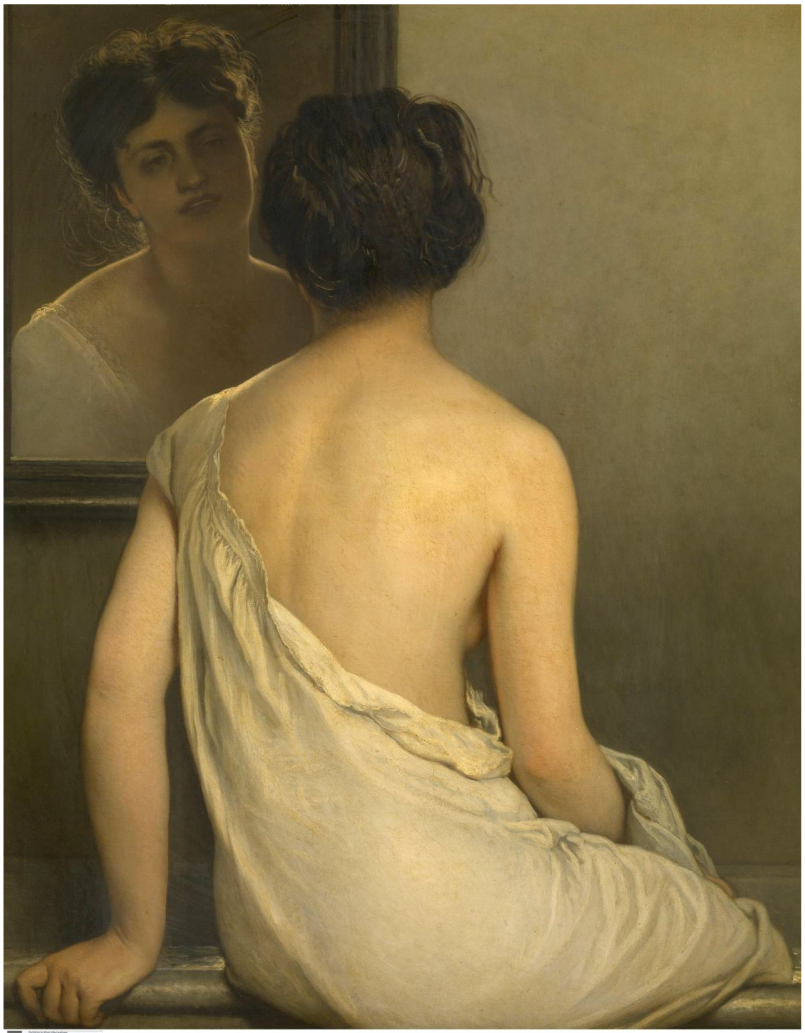
Vrouw bij het bad, 1872, Koninklijk Museum voor Schone Kunsten Antwerpen
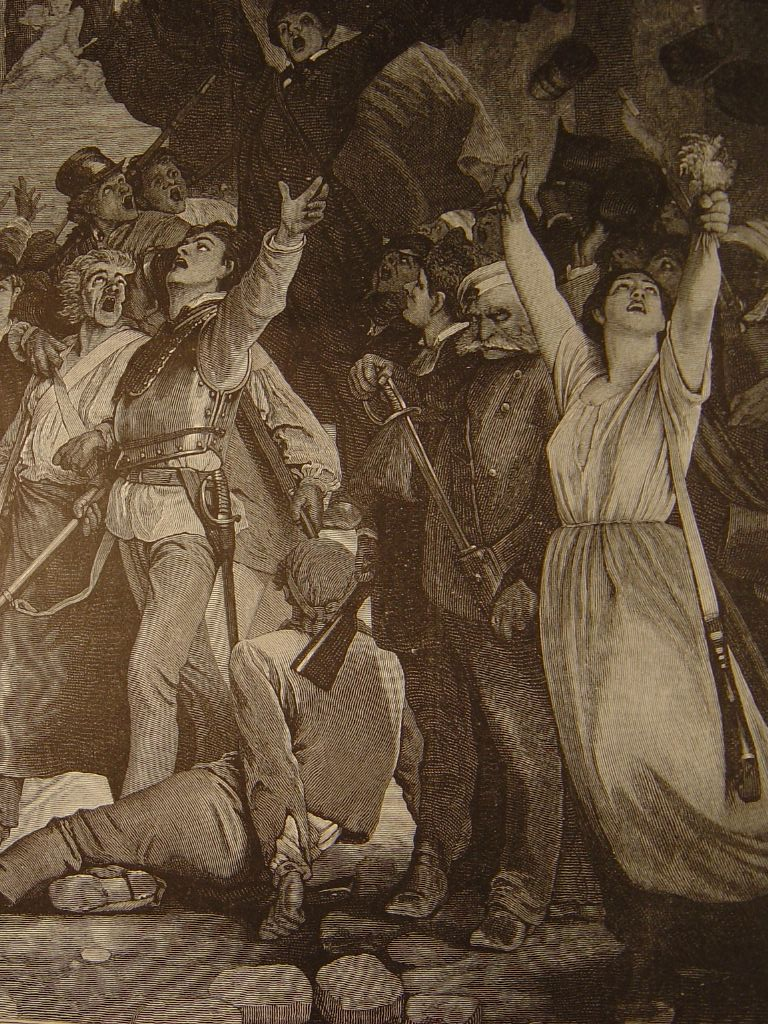
Eerste onafhankelijkheidskreet
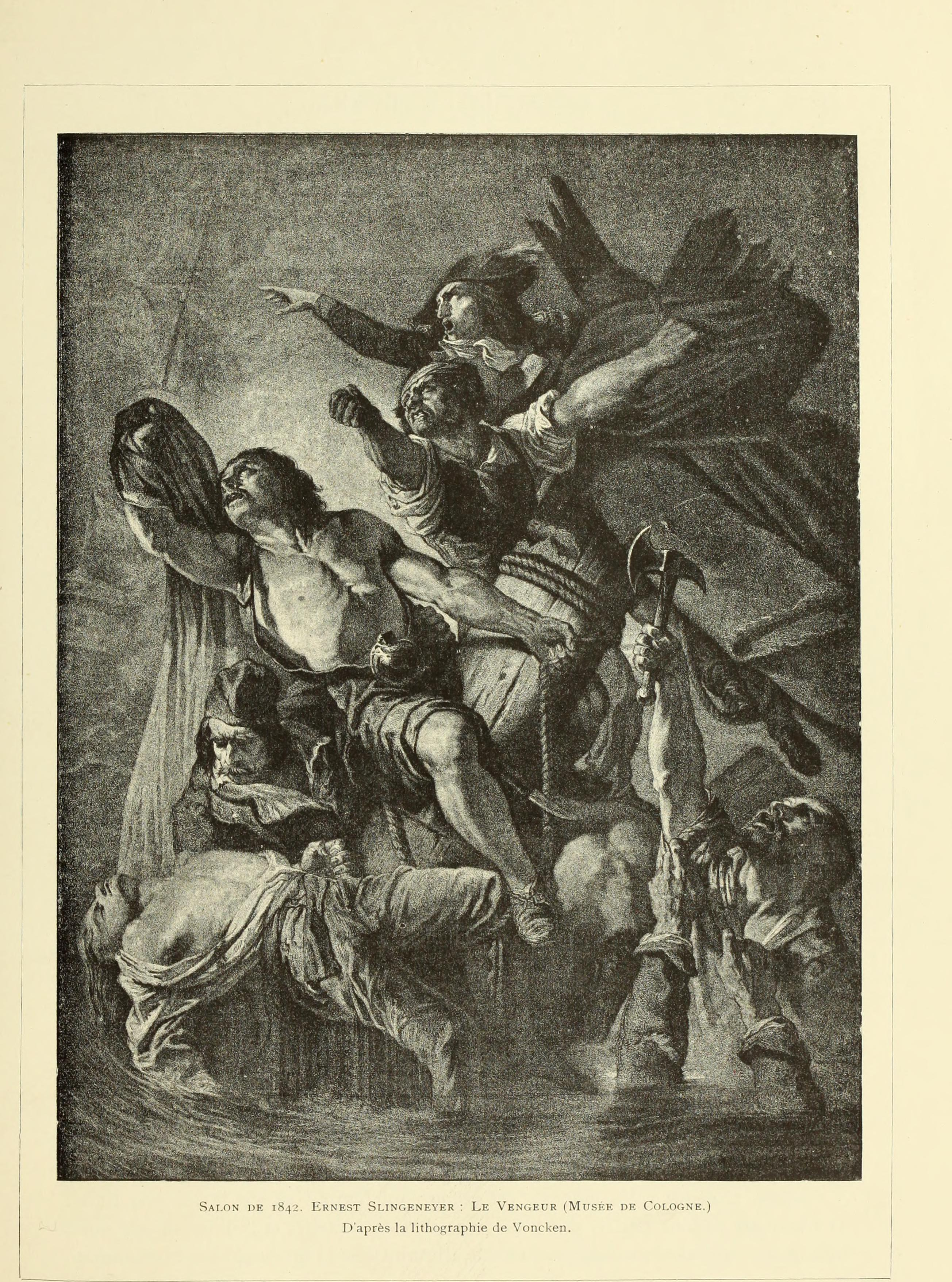
Brussel door de jaren heen, litho naar schilderij

- Bibliothèque nationale de France: cb14933635x (data)
- International Standard Name Identifier: 0000 0001 1478 0819
- Nationale Bibliotheek van Tsjechië: xx0132502
- RKD-Nederlands Instituut voor Kunstgeschiedenis: 73068
- Union List of Artist Names: 500050648
- Virtual International Authority File: 96019689